# George Webber
Ne pas confondre avec le directeur de la photographie américain George Webber (1876-1967).
George James Webber (né le 6 décembre 1895 à Ipswich et décédé le 31 mai 1950 à Luton) est un athlète britannique spécialiste du demi-fond. Son club était le Highgate Harriers.

## Biographie

### Palmarès
| Date | Compétition           | Lieu  | Résultat | Épreuve            | Performance |
| ---- | --------------------- | ----- | -------- | ------------------ | ----------- |
| 1924 | Jeux olympiques d'été | Paris | 2e       | 3 000 m par équipe | 14 pts      |

### Records
| Épreuve | Performance   | Lieu | Date |
| ------- | ------------- | ---- | ---- |
| 3 miles | 14 min 40 s 3 |      | 1924 |
| 4 miles | 20 min 3 s 0  |      | 1923 |